# Töröcske
Töröcske 1973-ban Kaposvárhoz csatolt egykori község.
A város délnyugati részén, a Zselici dombságban fekszik, a Töröcskei-patak völgyében. Északról a Kapos-Zselic kertváros határolja, keleti szomszédja Zselickislak, a nyugati Kaposszerdahely, míg délről Bőszénfához tartozó külterületek határolják.
Közúti elérését a város felől csak önkormányzati utak biztosítják, Zselickislakkal pedig egy földút köti össze. Két másik szomszédjával nincs közvetlen közúti kapcsolata.
Töröcske északi részén épült fel a Kaposi Mór Oktató Kórház egyik pszichiátriai telephelye.

## Nevezetességek
- A városrészben világháborús emlékmű, 19. század végi harangláb és számos régi kőkereszt található.[3]
- A Fenyves utca déli végén indul a Fekete Harkály tanösvény,[4] melyet 2010-ben nyitottak meg. A mintegy 4 km-es útvonal bejárása során a látogatók megismerhetik a Zselic élővilágát és erdőgazdaságát. Tájékoztató táblái nincsenek, de a világhálóról letölthető vezetőfüzet[5] vagy okostelefon segítségével mindegyik állomáson hozzájuthatunk az adott pontról szóló információkhoz.
- Töröcskei-tó: Töröcskétől északra, a városrészen átfolyó patak vizének felduzzasztásával létrehozott kedvelt horgásztó, rekordméretű harcsát is fogtak már itt.[6]
- A Töröcskéről nyugatra induló piros sáv turistajelzés a környék legmagasabb falú löszmélyútjában vezet fel a szőlőhegyre.
- A tágabb környéken: Zselici Tájvédelmi Körzet. Az erdőben előfordul muflon, őz, vaddisznó, szarvas, fácán, valamint fészkelnek fekete gólyák, sas- és héjafajok is. Itt őshonos és a világon kevés más helyen található meg a védett lónyelvű csodabogyó (Ruscus hypoglossum), valamint igen sok példánya fellelhető a szintén védett szúrós csodabogyónak (Ruscus aculeatus) is. Az erdőben turistaházat létesítettek és két forrást (Négytestvér-forrás, Kőér-forrás) is kiépítettek, mellettük egy tó (a Hódos-tó) is elterül. Kellemes túrákat lehet tenni a környező erdőkben.

## Tömegközlekedés
Töröcske az alábbi helyi járatú buszokkal közelíthető meg:
| Járatszám | Útvonal |
| --------- | --- |
| 42        | Laktanya - Füredi u. csp - Szent Imre u. - Helyi autóbusz-állomás - Berzsenyi u. felüljáró - Kapos-Zselic kertváros - Töröcske |
| 46        | Helyi autóbusz-állomás - Berzsenyi u. felüljáró - Kapos-Zselic kertváros - Töröcske                                            |